# 蔣鑅裔
蔣鑅裔（?—?），贵州銅仁人，清朝政治人物、同進士出身。
乾隆二十六年（1761年）太后七旬辛巳恩科進士，三甲一百十四名，官府学教授。